# District de Châtillon (Indre)
Pour les articles homonymes, voir District de Châtillon.
Le district de Châtillon est une ancienne division territoriale française du département de l'Indre de 1790 à 1795.
Il était composé des cantons de Châtillon, Argy, Azay, Jeu Maloche, Mezieres, Paluau et Vilantrois.